# Челај (Фиренца)
Челај је насеље у Италији у округу Фиренца, региону Тоскана.
Према процени из 2011. у насељу је живело 327 становника. Насеље се налази на надморској висини од 250 м.